# Aquila 1902 Montevarchi
Aquila 1902 Montevarchi, zkráceně jen Montevarchi je italský fotbalový klub hrající v sezóně 2024/25 ve 4. italské fotbalové lize sídlící ve městě Montevarchi v regionu Toskánsko.
Klub byl založen v roce 1902 pod názvem Aquila Cycling Society. Původními společenskými barvami byla bílá a modrá. Činnost klubu byla orientována především na provozování cyklistiky. Až v roce 1910 se rozšířil ve městě fotbal. První oficiální utkání se odehrálo v roce 1918. V sezoně 1931/32 hraje poprvé ve třetí lize. V 90. letech ji hrál pět sezon.
Na začátku sezony 2011/12 se klub dostal do finančních potíží a nakonec po 13 dnech byl vyloučen jak ze soutěže, tak i z Federace. Na konci sezony se jiný městský klub ASCD Audax Montevarchi rozhodl získat historickou značku klubu. Značku získal a změnil si název na ASCD Aquila 1902 Montevarchi. Sezonu 2012/13 začal hrát až v regionálních soutěží, které rok od roku vyhrával a nakonec v sezoně 2017/18 hrál již čtvrtou ligu. Od sezony 2021/22 hraje ve třetí lize.
Ve třetí lize odehrál celkem 27 sezon a nejlepšího umístění klub dosáhl 2. místa v sezoně 1934/35 a po válce to bylo 7. místo v sezoně 1998/99.

## Změny názvu klubu
- 1902/03 – 1914/15 – SC Aquila (Società Ciclistica Aquila)
- 1915/16 – 1917/18 – SS Ausonia (Società Sportiva Ausonia)
- 1918/19 – 1935/36 – SC Aquila (Società Ciclistica Aquila)
- 1936/37 – 1950/51 – DS Aquila-Montevarchi (Dopolavoro Sportivo Aquila-Montevarchi)
- 1951/52 – 1961/62 – CS Aquila 1902(Club Sportivo Aquila 1902)
- 1962/62 – 1964/65 – Polisportiva Aquila Montevarchi (Polisportiva Aquila Montevarchi)
- 1965/66 – SC Aquila 1902 (Società Ciclistica Aquila 1902)
- 1966/67 – 1983/84 – Polisportiva Aquila Montevarchi (Polisportiva Aquila Montevarchi)
- 1984/85 – 2011/12 – Montevarchi Calcio Aquila 1902 (Montevarchi Calcio Aquila 1902)
- 2012/13 – Aquila 1902 Montevarchi (A.S.C.D. Aquila 1902 Montevarchi)

## Získané trofeje

### Vyhrané domácí soutěže
- 4. italská liga ( 4x )

1969/70, 1971/72, 1994/95, 2020/21

## Účast v ligách
| Úroveň soutěže | Název soutěže (nynější název) | První hraná sezona | Poslední hraná sezona | celkem odehraných sezon |
| -------------- | ----------------------------- | ------------------ | --------------------- | ----------------------- |
| 3              | Serie C                       | 1931/32            | 2022/23               | 27                      |
| 4              | Serie D                       | 1948/49            | 2024/25               | 31                      |
| 5              | Eccellenza                    | 1982/83            | 2010/11               | 7                       |